# Hesperantha brevistyla
Hesperantha brevistyla là một loài thực vật có hoa trong họ Diên vĩ. Loài này được Goldblatt mô tả khoa học đầu tiên năm 2003.